# Autoroute A 56
Die Autoroute A 56 ist eine geplante Autobahn in Frankreich, die die Städte Salon-de-Provence und Fos-sur-Mer miteinander verbinden soll. Ihr Beginn liegt an der A 54 bei Salon-de-Provence und führt von dort nach Miramas und anschließend weiter südlich nach Istres. Danach schwenkt die Strecke nach Südwesten ab und schließt bei Fos-sur-Mer an die N 568 an. Die Kosten für die etwa 25 km lange Strecke werden in Abhängigkeit von der Trassenwahl und vom Ausbaustandard auf 272 bis 533 Millionen Euro geschätzt. Mit dem Bau soll 2027 begonnen werden.

## Geschichte
In den 1960er Jahren entstanden erste Überlegungen für eine leistungsfähige Straßenverbindung zwischen Fos-sur-Mer und Salon-de-Provence im Zusammenhang mit der Entwicklung des GPMM (Grand Port Maritime de Marseille) und der ZIP (Zone Industrialo-Portuaire) bei Fos-sur-Mer. Zu Beginn der 1970er Jahre plante der französische Staat den Bau der Autobahnen A 55 und A 56, um eine Verbindung zwischen Marseille, Fos-sur-Mer und Salon-de-Provence herzustellen. Die Ölkrise führt jedoch 1979 zur Verschiebung des Projekts. Stattdessen wurde in den 1980er Jahren die heutige N 569 zwischen Fos-sur-Mer und der A 54 gebaut. In den 2000er Jahren setzte die wirtschaftliche Entwicklung im Westen des Étang de Berre wieder ein, was zu steigendem Verkehrsaufkommen und weiteren Problemen führte. Daher wurde das ursprüngliche Projekt wieder aufgegriffen.
Im Jahr 2013 kam die Kommission Mobilité 21 zu dem Ergebnis, dass die neue Straßenverbindung so schnell wie möglich hergestellt werden soll und stufte das Projekt mit höchster Priorität ein. 2018 bestätigte der Conseil d’Orientation des Infrastructures die Priorität und schlug eine Realisierung zwischen 2028 und 2032 vor. Nach einer öffentlichen Debatte und einem Bericht der Commission Nationale du Débat Public (CNDP) wurde eine ministerielle Entscheidung veröffentlicht, die die Fortführung der Planungsstudien und eine Umweltbewertung ermöglicht.

## Trasse
Die Trasse erstreckt sich über eine Länge von etwa 25 km und ist in drei Abschnitte unterteilt. Im nördlichen Abschnitt verläuft die neue Straße zunächst zwischen der A 54 und Miramas, wobei es drei mögliche Trassenvarianten gibt. Der mittlere Abschnitt erstreckt sich über etwa 14 Kilometer von Miramas bis zur Bahnbrücke südlich von Istres und folgt größtenteils der bereits bestehenden N 569. Der südliche Abschnitt befindet sich bei Fos-sur-Mer und verbindet die neue Straße mit der N 568. Die genaue Trassenführung für diesen Teilabschnitt steht ebenfalls noch nicht fest.

## Ausbaustandard
Für die neue Straße stehen drei mögliche Ausbaustandards zur Diskussion. Die erste Variante besteht darin, die Straße als vollwertige Autobahn mit zwei getrennten Richtungsfahrbahnen mit jeweils zwei Fahrstreifen und einer zulässigen Höchstgeschwindigkeit von 110 km/h auszubauen. Die zweite Variante sieht eine autobahnähnliche Straße zwischen der A 54 und Istres mit zwei getrennten Richtungsfahrbahnen mit jeweils zwei Fahrstreifen vor. Der Abschnitt zwischen Istres und der N 568 würde hingegen als einbahnige Umgehungsstraße mit zwei Fahrstreifen ausgeführt. Bei der dritten Variante wird die bestehende N 569 im 2+1-System ausgebaut.

## Ziele
Mit dem Bau der Straße werden mehrere Ziele verfolgt. Erstens soll die Verbindung zwischen den Gemeinden entlang der Straße verbessert werden. Zweitens wird die Intermodalität gefördert, indem Verknüpfungspunkte zu öffentlichen Verkehrsmitteln geschaffen werden. Darüber hinaus zielt der Neubau darauf ab, die Wettbewerbsfähigkeit des GPMM (Grand Port Maritime de Marseille) zu steigern und die Entwicklung der ZIP (Zone Industrialo-Portuaire) zu unterstützen. Ein weiterer wichtiger Aspekt ist die Verbesserung der Verkehrssicherheit. Zusätzlich sollen durch die neue Straße negative Auswirkungen der bisher bestehenden N 569 minimiert werden, um eine bessere Lebensqualität für die Anwohner zu schaffen.